# Ильин, Илья Моисеевич
Илья́ Моисе́евич Ильи́н (настоящая фамилия Бройтман; 1893, Ананьев, Херсонская губерния — апрель 1973, Кишинёв) — советский политический деятель. Первый секретарь Молдавского обкома КП(б) Украины в 1929—1932 годах.

## Биография
С 1910-х годов участвовал в революционном движении. В апреле 1917 года вступил в РСДРП(б). Сражался на фронтах Гражданской войны. В 1922—1929 годах — на хозяйственной и партийной работе в Украинской ССР, Свердловске и Москве.
С апреля 1930 по октябрь 1931 год — ответственный секретарь Молдавского областного комитета Коммунистической партии (большевиков) Украины в Тирасполе. В годы руководящей работы в Молдавской АССР поддерживал т. н. «самобытников» — сторонников молдаванизации на основе локальных говоров молдавского/румынского языка (в противовес приверженцам принятых в Румынии литературных норм).
С 15 июня 1930 по 18 января 1934 год — кандидат в члены ЦК КП(б) Украины. Арестован 25 сентября 1938 года в Калуге, где работал на строительстве участка Московско-Киевской железной дороги. После освобождения в 1955 году поселился в Кишинёве, где и умер в апреле 1973 года.